# 贵州轻工职业大学
贵州轻工职业大学，原名贵州轻工职业技术学院，是一所位于贵州省贵阳市的高等院校。
2004年2月，由原属贵州省轻工厅的贵州第一轻工业学校、贵州第二轻工业学校两所中等专业技术学校合并而成。原一轻校现称学院西校区，原二轻校现称学院东校区。东校区与西校区皆位于贵州省贵阳市贵安新区。
学院现开设广告与装潢设计、室内外设计、服装设计、电脑美术、计算机及应用、会计电算化、市场营销、酿酒、造纸等专业。
2016年，贵州轻工职业技术学院与新西兰怀卡托理工学院合作举办贵州轻工职业技术学院怀卡托国际学院。2021年9月，贵州民族大学与贵州轻工职业技术学院签订专升本联合培养合作协议。